# Mpem og Djim Nationalpark
Mpem og Djim Nationalpark er et beskyttet område i regionen  Centre i Cameroun. Parken blev oprettet af Camerouns regering i 2004 og dækker et område på 974,8 km².

## Geografi
Parken er afgrænset af floderne Mpem og Djim, som er bifloder til Sanagafloden.

## Flora og fauna
Parken ligger i en Skov-savanne-mosaik der er en overgangszone mellem de ækvatoriale congoliske skove mod syd og den sudanesiske savanne mod nord. Parken består af skovområder, generelt langs floder, med savanne og skov i højlandsområderne. Savannerne har en underskov af græsser, almindeligvis Bokassa-græs (Chromolaena odorata) og Imperata cylindrica. Savannetræer omfatter arterne Albizzia og Lophira. Dominerende skovtræer omfatter Piptadeniastrum africanum, Milicia excelsa, Pterocarpus soyauxii, Nauclea diderrichii, Alstonia boonei, Mansonia altissima, Garcinia kola, Entandrophragma utile, Entandrophragma candollei tri, og Lovoalei.
Der er 79 hjemmehørende arter af pattedyr i parken. Truede store pattedyr omfatter leoparder (Panthera pardus), chimpanser (Pan troglodytes), flodheste (Hippopotamus amphibius) og afrikanske elefanter (Loxodonta africana). Der er 14 arter af flagermus, herunder både skov- og savannearter.